# Josef Drexl
Josef Drexl (* 20. März 1962 in Fürstenfeldbruck) ist ein deutscher Rechtswissenschaftler. Er ist seit 2002 Direktor am Max-Planck-Institut für Innovation und Wettbewerb in München und Honorarprofessor an der Ludwig-Maximilians-Universität München. Außerdem leitet er seit 2009 als Chairman des Managing Board das Munich Intellectual Property Law Center. Seit 2009 ist er Mitglied der Bayerischen Akademie der Wissenschaften.

## Leben und Wirken
Drexl hat in München und Genf Jura studiert und einen LL.M. an der Universität Berkeley erworben. Er promovierte und habilitierte bei Wolfgang Fikentscher an der LMU München. Seine Habilitation behandelt das Verbraucherschutzrecht. Von 1997 bis 2006 lehrte er als ordentlicher Professor in Würzburg und München.
Seine Forschungsschwerpunkte sind Kartellrecht und Immaterialgüterrecht, also das Recht des Geistigen Eigentums (insbesondere Urheberrecht). Er befasst sich auch mit Fragen des Europarechts, des WTO-Rechts und des allgemeinen Zivil- und Wirtschaftsrechts. Professor Drexls Forschung ist dabei international ausgerichtet. Seine Forschungsergebnisse stellt er in zahlreichen Veröffentlichungen, durch Vorträge und bei der Beratung nationaler Regierungen und internationaler Organisationen vor. Professor Drexl war u. a. an der Entstehung des chinesischen Anti-Monopol-Gesetzes beteiligt.
Darüber hinaus ist Josef Drexl Mitglied zahlreicher Vereinigungen und Gremien. Er ist u. a. Vorsitzender der kartellrechtlichen Vereinigung ASCOLA (Academic Society for Competition Law) und Vizepräsident der wirtschaftsrechtlichen Vereinigung AIDE (Association Internationale de Droit Economique). Gastprofessuren führten Professor Drexl an die Universität Oxford, die Libera Università Internazionale degli Studi Sociali (LUISS) in Rom sowie an die New York University. Er unterrichtet nicht nur an der Universität München, sondern auch am Munich Intellectual Property Law Center (MIPLC) und an der Universität Paris II Panthéon-Assas. Er ist Mitherausgeber der Zeitschrift IIC sowie Mitglied im Wissenschaftlichen Beirat des Forschungsinstituts für Wirtschaftsverfassung und Wettbewerb (FIW) und seit 2009 Mitglied der Bayerischen Akademie der Wissenschaften.